# Cereeae
A Cereeae a kaktuszfélék családjába és a kaktuszformák alcsaládjába tartozó nemzetségcsoport. Zömmel Dél-Amerika területén elterjedt oszlopkaktuszok tartoznak ide, csupán egyetlen jelentős nemzetségük, a Pilosocereus nemzetség tagjai jelentősek Közép- és Észak-Amerika flórájában is.
Molekuláris biológiai adatok alapján a korábban önálló Browningieae tribus nemzetségeit is a Cereeae tribus alapi nemzetségei közé sorolták át. A Notocacteae tribus a Cereeae testvércsoportját alkotja. Több genetikai elemzés is azt mutatja, hogy a Trichocereeae tribus csupán egy fajokban gazdag, diverz kládját jelenti a Cereeae csoportnak.
Gazdasági jelentősége a Cereus nemzetség néhány fajának van a csoportból, melyek termését a pitajához hasonlóan fogyasztják (angolul „Apple cactus” a nevük).

## Cephalium
A nemzetségcsoport több nemzetségében is megfigyelhető, hogy a virágokat hordozó hajtás teljesen, vagy féloldalasan átalakul, areolákkal és tövisekkel sűrűn borított növekedésű cephaliumot (ejtsd: ’kefálium’, a görög kefalos=’fej’ szóból) vagy hemicephaliumot (pseudocephaliumot) képez. A virágok e sűrű töviskoszorú védelmében fejlődnek. A cephalium csak kifejlett növényeken jelenik meg, megjelenése után növekedése lehet állandó (Melocactus), vagy csak időleges (Arrojadoa, Stephanocereus), amikor a cephaliumok gyűrűszerűen borítják a hajtást. A féloldalas hemicephalium növekedése általában folytonos, sávban végighúzódik a virágzó hajtások egyik oldalán (Coleocephalocereus).
- Cephaliumot fejlesztő nemzetségek: Melocactus, Stephanocereus, Arrojadoa
- Hemicephaliumot fejlesztő nemzetségek: Espostoopsis, Coleocephalocereus, Micranthocereus, Pilosocereus (nem minden faj), Cereus (nem minden faj)

## Nemzetségek
Alapi nemzetségek:
- Arrojadoa
- Brazilicereus
- Browningia
- Cipocereus
- Coleocephalocereus
- Espostoopsis
- Melocactus
- Praecereus
- Stetsonia
- Stephanocereus
- Uebelmannia

Klád I:
- Cereus
- Micranthocereus
- Pierrebraunia
- Pilosocereus

Klád III → Trichocereeae

## Képek

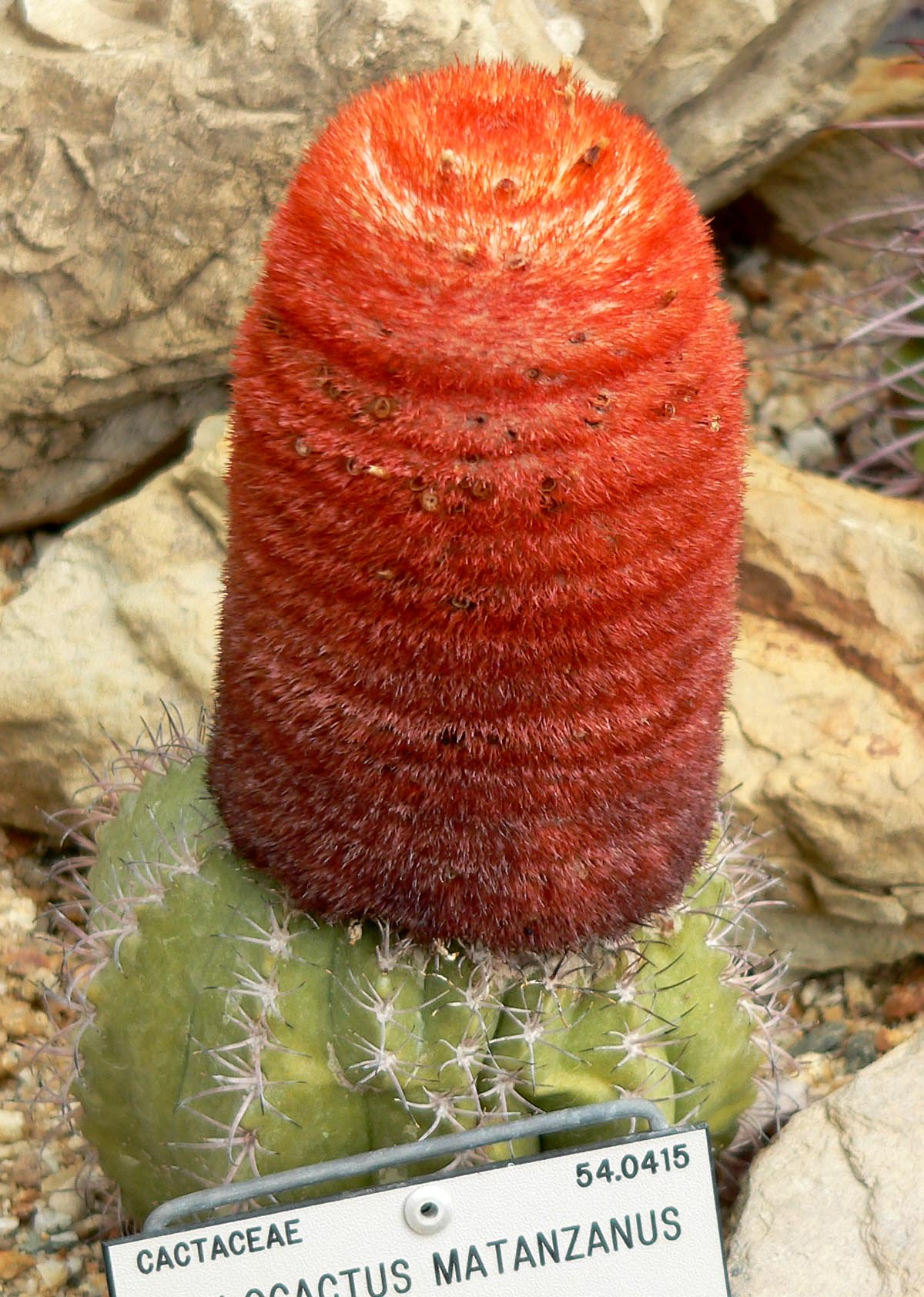
Melocactus matanzanus kifejlett példánya
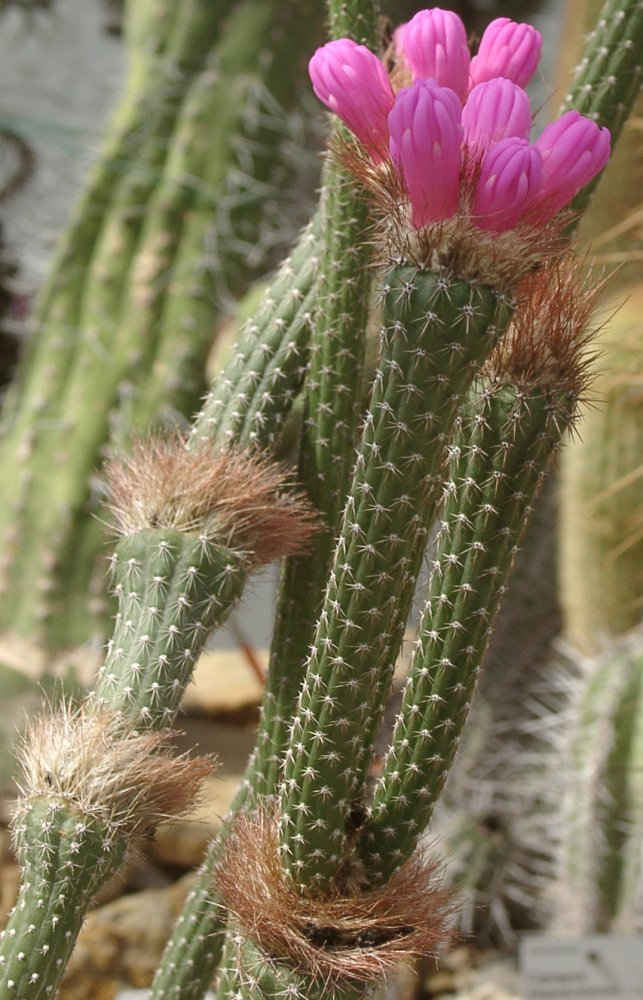
Arrojadoa penicillata
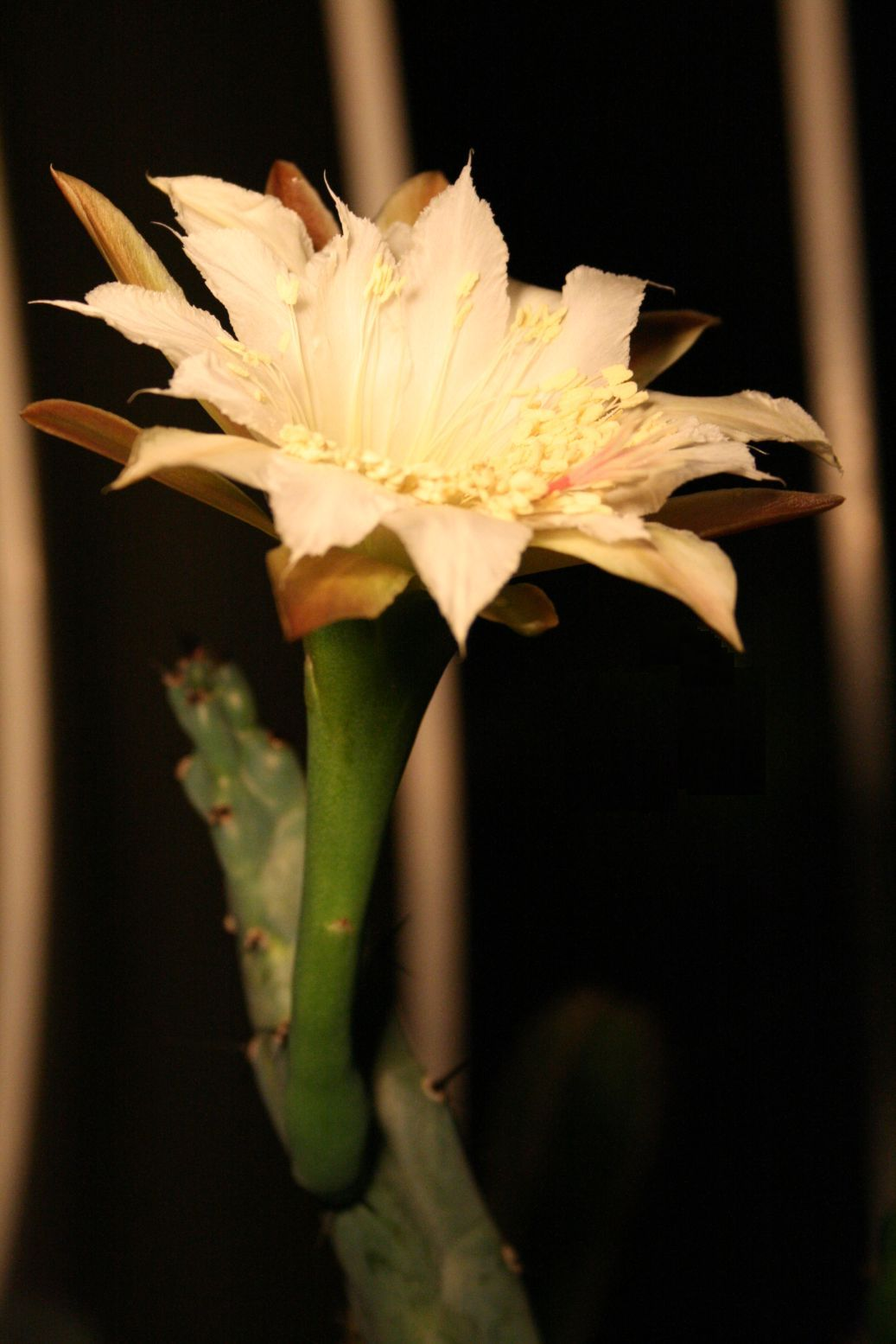
Cereus spegazzinii
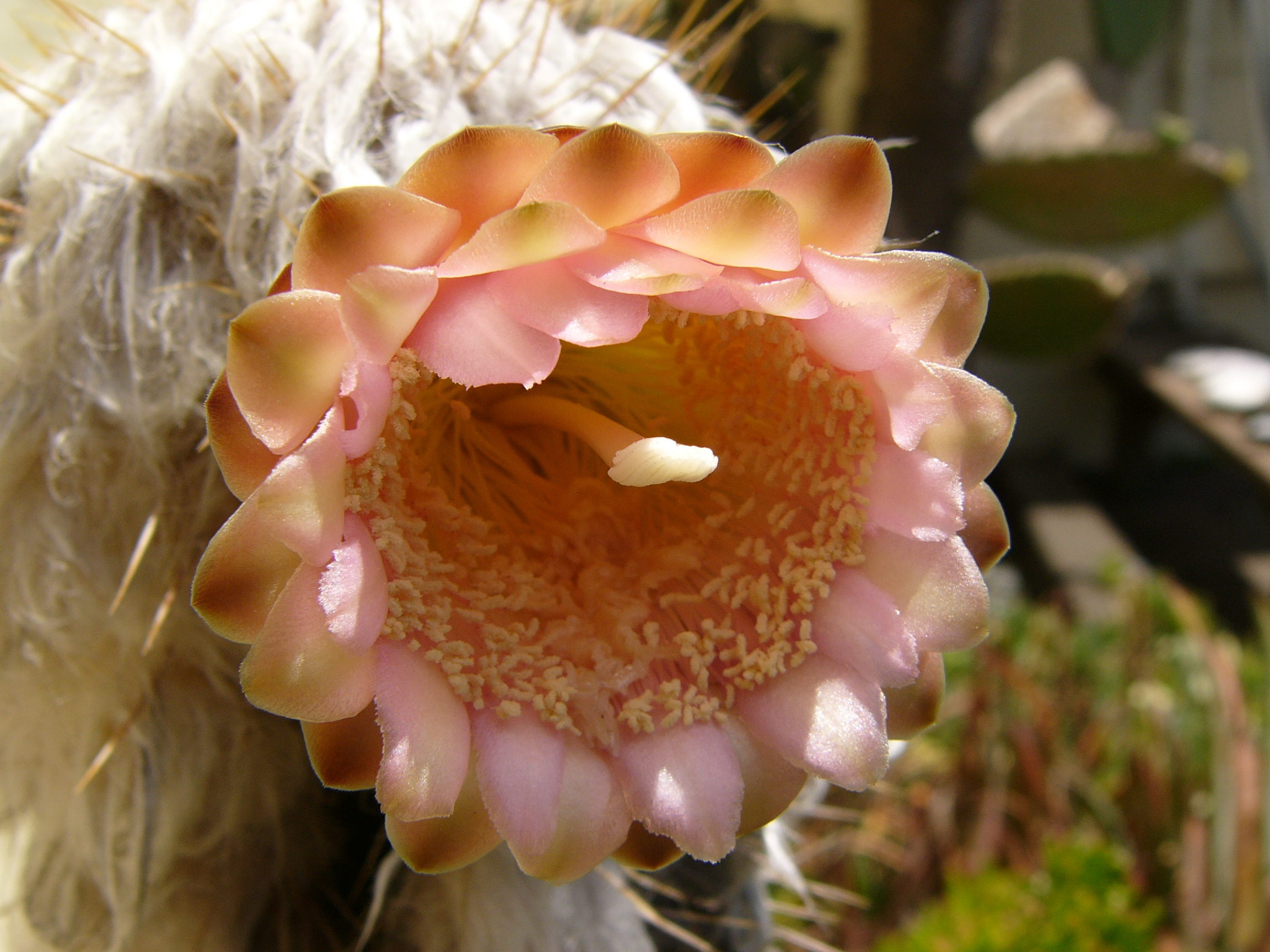
Pilosocereus leucocephalus